# Llista d'ocells de l'Afganistan
Aquesta llista d'ocells de l'Afganistan inclou totes les espècies d'ocells trobats a l'Afganistan: 503, de les quals 17 estan globalment amenaçades d'extinció i 1 hi fou introduïda.
Els ocells s'ordenen per famílies i espècies.

## Podicipedidae
- Tachybaptus ruficollis
- Podiceps grisegena
- Podiceps cristatus
- Podiceps auritus
- Podiceps nigricollis

## Pelecanidae
- Pelecanus onocrotalus
- Pelecanus philippensis
- Pelecanus crispus

## Phalacrocoracidae
- Phalacrocorax carbo
- Phalacrocorax niger
- Phalacrocorax pygmaeus

## Ardeidae
- Ardea cinerea
- Ardea purpurea
- Ardea alba
- Egretta garzetta
- Ardeola ralloides
- Ardeola grayii
- Nycticorax nycticorax
- Botaurus stellaris

## Ciconiidae
- Ciconia nigra
- Ciconia ciconia

## Threskiornithidae
- Plegadis falcinellus
- Platalea leucorodia

## Phoenicopteridae
- Phoenicopterus roseus
- Phoenicopterus minor

## Anatidae
- Cygnus olor
- Cygnus cygnus
- Anser albifrons
- Anser anser
- Anser indicus
- Tadorna ferruginea
- Tadorna tadorna
- Nettapus coromandelianus
- Anas penelope
- Anas falcata
- Anas strepera
- Anas formosa
- Anas crecca
- Anas platyrhynchos
- Anas acuta
- Anas querquedula
- Anas clypeata
- Marmaronetta angustirostris
- Netta rufina
- Aythya ferina
- Aythya nyroca
- Aythya fuligula
- Aythya marila
- Melanitta fusca
- Bucephala clangula
- Mergellus albellus
- Mergus serrator
- Mergus merganser
- Oxyura leucocephala

## Pandionidae
- Pandion haliaetus

## Accipitridae
- Pernis apivorus
- Elanus caeruleus
- Milvus milvus
- Milvus migrans
- Haliaeetus leucoryphus
- Haliaeetus albicilla
- Gypaetus barbatus
- Neophron percnopterus
- Gyps bengalensis
- Gyps himalayensis
- Gyps fulvus
- Aegypius monachus
- Circaetus gallicus
- Circus aeruginosus
- Circus cyaneus
- Circus macrourus
- Circus pygargus
- Accipiter badius
- Accipiter nisus
- Accipiter gentilis
- Butastur teesa
- Buteo buteo
- Buteo rufinus
- Buteo lagopus
- Aquila clanga
- Aquila nipalensis
- Aquila heliaca
- Aquila chrysaetos
- Aquila fasciatus
- Aquila pennatus

## Falconidae
- Falco naumanni
- Falco tinnunculus
- Falco vespertinus
- Falco amurensis
- Falco columbarius
- Falco subbuteo
- Falco jugger
- Falco cherrug
- Falco rusticolus
- Falco pelegrinoides
- Falco peregrinus

## Phasianidae
- Tetraogallus tibetanus
- Tetraogallus himalayensis
- Alectoris graeca
- Alectoris chukar
- Ammoperdix griseogularis
- Francolinus francolinus
- Francolinus pondicerianus
- Coturnix coturnix
- Coturnix coromandelica
- Pucrasia macrolopha
- Lophophorus impejanus
- Catreus wallichi
- Phasianus colchicus

## Turnicidae
- Turnix sylvatica

## Gruidae
- Anthropoides virgo
- Grus leucogeranus
- Grus grus

## Rallidae
- Rallus aquaticus
- Crex crex
- Porzana parva
- Porzana pusilla
- Porzana porzana
- Porphyrio porphyrio
- Gallinula chloropus
- Fulica atra

## Otididae
- Otis tarda
- Chlamydotis undulata
- Tetrax tetrax

## Jacanidae
- Hydrophasianus chirurgus

## Rostratulidae
- Rostratula benghalensis

## Haematopodidae
- Haematopus ostralegus

## Recurvirostridae
- Himantopus himantopus
- Recurvirostra avosetta

## Burhinidae
- Burhinus oedicnemus

## Glareolidae
- Cursorius cursor
- Glareola pratincola
- Glareola lactea

## Charadriidae
- Vanellus vanellus
- Vanellus indicus
- Vanellus gregarius
- Vanellus leucurus
- Pluvialis fulva
- Pluvialis squatarola
- Charadrius hiaticula
- Charadrius dubius
- Charadrius alexandrinus
- Charadrius mongolus
- Charadrius leschenaultii
- Charadrius asiaticus

## Scolopacidae
- Scolopax rusticola
- Lymnocryptes minimus
- Gallinago solitaria
- Gallinago stenura
- Gallinago gallinago
- Limosa limosa
- Limosa lapponica
- Numenius phaeopus
- Numenius tenuirostris
- Numenius arquata
- Tringa erythropus
- Tringa totanus
- Tringa stagnatilis
- Tringa nebularia
- Tringa ochropus
- Tringa glareola
- Xenus cinereus
- Actitis hypoleucos
- Arenaria interpres
- Calidris alba
- Calidris minuta
- Calidris temminckii
- Calidris ferruginea
- Calidris alpina
- Limicola falcinellus
- Philomachus pugnax
- Phalaropus lobatus

## Laridae
- Larus canus
- Larus argentatus
- Larus fuscus
- Larus cachinnans
- Larus ichthyaetus
- Larus brunnicephalus
- Larus ridibundus
- Larus genei

## Sternidae
- Sterna nilotica
- Sterna caspia
- Sterna aurantia
- Sterna hirundo
- Sterna albifrons
- Chlidonias hybridus
- Chlidonias leucopterus
- Chlidonias niger

## Pteroclidae
- Syrrhaptes tibetanus
- Syrrhaptes paradoxus
- Pterocles alchata
- Pterocles senegallus
- Pterocles orientalis
- Pterocles coronatus
- Pterocles lichtensteinii

## Columbidae
- Columba livia
- Columba rupestris
- Columba leuconota
- Columba oenas
- Columba eversmanni
- Columba palumbus
- Streptopelia turtur
- Streptopelia orientalis
- Streptopelia decaocto
- Streptopelia chinensis
- Streptopelia senegalensis

## Psittacidae
- Psittacula eupatria
- Psittacula krameri
- Psittacula himalayana

## Cuculidae
- Clamator jacobinus
- Cuculus canorus
- Cuculus poliocephalus

## Strigidae
- Otus brucei
- Otus scops
- Bubo bubo
- Ketupa zeylonensis
- Strix aluco
- Glaucidium brodiei
- Athene brama
- Athene noctua
- Asio otus
- Asio flammeus

## Caprimulgidae
- Caprimulgus europaeus
- Caprimulgus aegyptius
- Caprimulgus mahrattensis
- Caprimulgus asiaticus

## Apodidae
- Tachymarptis melba
- Apus apus
- Apus affinis

## Alcedinidae
- Alcedo atthis
- Halcyon smyrnensis
- Megaceryle lugubris
- Ceryle rudis

## Meropidae
- Merops orientalis
- Merops persicus
- Merops apiaster

## Coraciidae
- Coracias garrulus
- Coracias benghalensis

## Upupidae
- Upupa epops

## Picidae
- Jynx torquilla
- Dendrocopos auriceps
- Dendrocopos leucopterus
- Dendrocopos himalayensis
- Picus squamatus

## Alaudidae
- Ammomanes cincturus
- Ammomanes phoenicurus
- Ammomanes deserti
- Alaemon alaudipes
- Melanocorypha calandra
- Melanocorypha bimaculata
- Calandrella brachydactyla
- Calandrella acutirostris
- Calandrella rufescens
- Calandrella raytal
- Galerida cristata
- Lullula arborea
- Alauda arvensis
- Alauda gulgula
- Eremophila alpestris
- Eremophila bilopha

## Hirundinidae
- Riparia riparia
- Riparia diluta
- Riparia paludicola
- Ptyonoprogne rupestris
- Ptyonoprogne fuligula
- Hirundo rustica
- Hirundo smithii
- Cecropis daurica
- Petrochelidon fluvicola
- Delichon urbica

## Motacillidae
- Motacilla alba
- Motacilla madaraspatensis
- Motacilla citreola
- Motacilla flava
- Motacilla cinerea
- Anthus rufulus
- Anthus campestris
- Anthus similis
- Anthus trivialis
- Anthus hodgsoni
- Anthus pratensis
- Anthus cervinus
- Anthus roseatus
- Anthus spinoletta
- Anthus sylvanus

## Campephagidae
- Pericrocotus roseus
- Pericrocotus ethologus

## Pycnonotidae
- Pycnonotus barbatus
- Pycnonotus leucotis
- Pycnonotus leucogenys
- Pycnonotus cafer
- Hypsipetes leucocephalus

## Regulidae
- Regulus regulus

## Bombycillidae
- Bombycilla garrulus

## Hypocoliidae
- Hypocolius ampelinus

## Cinclidae
- Cinclus cinclus
- Cinclus pallasii

## Troglodytidae
- Troglodytes troglodytes

## Prunellidae
- Prunella collaris
- Prunella himalayana
- Prunella strophiata
- Prunella fulvescens
- Prunella atrogularis

## Turdidae
- Monticola saxatilis
- Monticola cinclorhynchus
- Monticola solitarius
- Myophonus caeruleus
- Turdus unicolor
- Turdus merula
- Turdus rubrocanus
- Turdus ruficollis
- Turdus pilaris
- Turdus iliacus
- Turdus viscivorus

## Cisticolidae
- Cisticola juncidis
- Scotocerca inquieta
- Prinia criniger
- Prinia gracilis

## Sylviidae
- Cettia cetti
- Locustella naevia
- Locustella certhiola
- Acrocephalus melanopogon
- Acrocephalus agricola
- Acrocephalus concinens
- Acrocephalus scirpaceus
- Acrocephalus dumetorum
- Acrocephalus arundinaceus
- Acrocephalus stentoreus
- Hippolais caligata
- Hippolais rama
- Hippolais pallida
- Hippolais languida
- Phylloscopus collybita
- Phylloscopus sindianus
- Phylloscopus neglectus
- Phylloscopus griseolus
- Phylloscopus schwarzi
- Phylloscopus proregulus
- Phylloscopus chloronotus
- Phylloscopus subviridis
- Phylloscopus inornatus
- Phylloscopus humei
- Phylloscopus trochiloides
- Phylloscopus magnirostris
- Phylloscopus tytleri
- Phylloscopus occipitalis
- Sylvia communis
- Sylvia curruca
- Sylvia althaea
- Sylvia nana
- Sylvia nisoria
- Sylvia crassirostris
- Sylvia mystacea

## Muscicapidae
- Muscicapa striata
- Muscicapa sibirica
- Muscicapa ruficauda
- Ficedula parva
- Ficedula superciliaris
- Erithacus rubecula
- Luscinia megarhynchos
- Luscinia pectoralis
- Luscinia svecica
- Luscinia brunnea
- Tarsiger cyanurus
- Irania gutturalis
- Cercotrichas galactotes
- Saxicoloides fulicata
- Phoenicurus erythronota
- Phoenicurus caeruleocephalus
- Phoenicurus ochruros
- Phoenicurus phoenicurus
- Phoenicurus erythrogaster
- Phoenicurus frontalis
- Chaimarrornis leucocephalus
- Rhyacornis fuliginosus
- Saxicola maura
- Enicurus scouleri
- Enicurus maculatus
- Saxicola rubetra
- Saxicola macrorhyncha
- Saxicola caprata
- Oenanthe leucopyga
- Oenanthe monacha
- Oenanthe alboniger
- Oenanthe leucura
- Oenanthe oenanthe
- Oenanthe finschii
- Oenanthe picata
- Oenanthe pleschanka
- Oenanthe xanthoprymna
- Oenanthe deserti
- Oenanthe isabellina

## Monarchidae
- Terpsiphone paradisi

## Timaliidae
- Garrulax lineatus
- Garrulax variegatus
- Turdoides caudatus

## Paradoxornithidae
- Panurus biarmicus

## Aegithalidae
- Aegithalos leucogenys

## Paridae
- Poecile montana
- Periparus rufonuchalis
- Periparus melanolophus
- Parus major
- Parus bokharensis
- Cyanistes caeruleus
- Cyanistes cyanus
- Cyanistes flavipectus

## Sittidae
- Sitta europaea
- Sitta cashmirensis
- Sitta leucopsis
- Sitta tephronota

## Tichodromidae
- Tichodroma muraria

## Certhiidae
- Certhia himalayana

## Remizidae
- Remiz pendulinus
- Remiz macronyx
- Remiz coronatus

## Nectariniidae
- Cinnyris asiaticus

## Zosteropidae
- Zosterops palpebrosus

## Oriolidae
- Oriolus oriolus

## Laniidae
- Lanius collurio
- Lanius isabellinus
- Lanius vittatus
- Lanius schach
- Lanius excubitor
- Lanius minor
- Lanius nubicus
- Lanius senator

## Dicruridae
- Dicrurus macrocercus
- Dicrurus leucophaeus

## Corvidae
- Garrulus lanceolatus
- Pica pica
- Nucifraga caryocatactes
- Pyrrhocorax pyrrhocorax
- Pyrrhocorax graculus
- Corvus monedula
- Corvus splendens
- Corvus frugilegus
- Corvus corone
- Corvus macrorhynchos
- Corvus ruficollis
- Corvus corax
- Corvus cornix

## Sturnidae
- Acridotheres ginginianus
- Acridotheres tristis
- Temenuchus pagodarum
- Pastor roseus
- Sturnus vulgaris

## Estrildidae
- Euodice malabarica

## Emberizidae
- Emberiza citrinella
- Emberiza leucocephalos
- Emberiza cia
- Emberiza buchanani
- Emberiza cineracea
- Emberiza hortulana
- Emberiza stewarti
- Emberiza striolata
- Emberiza fucata
- Emberiza pusilla
- Emberiza rustica
- Emberiza melanocephala
- Emberiza bruniceps
- Emberiza schoeniclus
- Emberiza calandra
- Calcarius lapponicus
- Plectrophenax nivalis

## Fringillidae
- Fringilla coelebs
- Fringilla montifringilla
- Leucosticte nemoricola
- Leucosticte brandti
- Carpodacus erythrinus
- Carpodacus synoicus
- Carpodacus thura
- Carpodacus rhodochlamys
- Carpodacus rubicilla
- Carpodacus puniceus
- Loxia curvirostra
- Carduelis chloris
- Carduelis spinus
- Carduelis carduelis
- Carduelis flavirostris
- Carduelis cannabina
- Serinus pusillus
- Coccothraustes coccothraustes
- Mycerobas icterioides
- Mycerobas carnipes
- Rhodopechys sanguinea
- Rhodopechys mongolica
- Bucanetes githaginea
- Rhodospiza obsoleta

## Passeridae
- Passer ammodendri
- Passer domesticus
- Passer hispaniolensis
- Passer rutilans
- Passer moabiticus
- Passer montanus
- Petronia xanthocollis
- Petronia petronia
- Carpospiza brachydactyla
- Montifringilla nivalis
- Montifringilla theresae[1]